# Ryszard Stanisław Dziura
Ryszard Stanisław Dziura (ur. 8 lipca 1949 w Korczowie, zm. 28 października 2016 w Biłgoraju) – polski duchowny rzymskokatolicki, kanonik honorowy Kapituły Lubelskiej, doktor habilitowany nauk teologicznych.

## Życiorys
12 czerwca 1973 przyjął w Lublinie święcenia prezbiterskie. W latach 1975–1978 studiował misjologię w Rzymie, zaś w latach 1985–1995 przebywał na misji w Zambii. Od 1 października 1995 do 30 września 2012 był redaktorem Encyklopedii Katolickiej. W 2010 uzyskał stopień doktora habilitowanego nauk teologicznych, specjalność: teologia fundamentalna na podstawie rozprawy pt. Dialog z religijno-społeczną tradycją ludów Zambii w świetle posoborowej nauki Kościoła. Był profesorem nadzwyczajnym Wydziału Zamiejscowego Nauk Prawnych i Ekonomicznych KUL w Tomaszowie Lubelskim. Piastował również funkcję dyrektora Domu Rekolekcyjnego i Papieskich Dzieł Misyjnych w Lublinie.